# Frunpark (Wetteren)
Frunpark is een winkelcentrum in de Belgische gemeente Wetteren. 
Het ligt ten oosten van het dorp Kwatrecht op de hoek van de Brusselsesteenweg (N9) en de Oosterzelesteenweg (N42), een kruispunt dat van oudsher 'Bourgondisch Kruis' heet. 
Het winkelcentrum telt 16 winkelruimtes met een totale bebouwde oppervlakte van 11.000 m². Die zijn ingeplant rond een doodlopende straat en een centraal parkeerterrein met twee toegangswegen naar de Brusselse- en Oosterzelesteenweg. De eigenaar is Retail Estates, dat de winkelruimtes verhuurt. Rondom het Frunpark bevinden zich verschillende andere handelszaken.

## Geschiedenis
Het Frunpark in Wetteren werd gebouwd door projectontwikkelaar De Vlier en opende in maart 2008. Eerder stonden er commerciële en industriële gebouwen. Tegen de bouw werd in 2007 verzet aangetekend door lokale handelaars.
In 2014 kocht de firma Retail Estates het Frunpark in Wetteren. In 2016 kocht het ook een aangrenzend perceel met het oog op een uitbreiding. Het winkelcentrum zou uitbreiden naar het zuiden, richting de Oude Heerbaan, met 8 bijkomende winkels. Daartegen diende UNIZO in 2018 echter bezwaar in. Alle lokale partijen en burgemeester Alain Pardaen (CD&V) verzetten zich er eveneens tegen. Een van de aangehaalde redenen was de verkeersproblemen die het winkelcentrum veroorzaakte. Zo zorgde de in- en uitrit op de Oosterzelesteenweg "al jaren voor controverse en onveilige verkeerssituaties", met dodelijke slachtoffers tot gevolg. De plannen werd niet uitgevoerd. In 2020 werd de inrit aan de Oosterzelesteenweg – op kosten van de eigenaars en de Vlaamse Gemeenschap – aangepast, zodat er daar alleen vanuit Oosterzele ingereden kan worden en alleen richting Wetteren uitgereden.